# Museo Morandi
Il Museo Morandi di Bologna è la più ampia e rilevante collezione pubblica al mondo dedicata a Giorgio Morandi. Fino al 28 ottobre 2012 ha avuto sede presso Palazzo D'Accursio (il Palazzo Comunale) in Piazza Maggiore, ma da allora è stata temporaneamente trasferito presso il MAMbo (Museo d'Arte Moderna di Bologna), in via Don Minzoni 14, a seguito agli eventi sismici che hanno colpito la regione Emilia-Romagna nel maggio 2012.

## Storia
Il museo fu inaugurato il 4 ottobre 1993, alla presenza del Presidente della Repubblica Oscar Luigi Scalfaro, del professor Umberto Eco a cui spetta la prolusione ufficiale d'apertura, ma soprattutto dell'ultima sorella dell'artista Maria Teresa a cui si deve una donazione di ben 120 opere del fratello oltre a due piccole sculture realizzate da Morandi bambino, agli arredi dello studio, alla biblioteca, alla collezione di opere d'arte antica. Questo nuovo corpus di opere si vanno ad aggiungere a quelle (69) che il Comune di Bologna possedeva già a seguito di legati testamentari (Gnudi e Malvasia) acquisti (eredi Raimondi, collezione Ingrao) e a precedenti lasciti delle sorelle del pittore.
In una delle sale al primo piano di Palazzo d'Accursio trova spazio anche la ricostruzione dello studio di Morandi con tutti gli arredi e gli oggetti originali provenienti dall'atelier di via Fondazza, mentre la cappella privata del Cardinal Legato ospita la raccolta d'arte dell'artista che comprende fra gli altri 4 dipinti di Giuseppe Maria Crespi, 4 incisioni di Rembrandt e alcuni frammenti di affresco dello Pseudo Jacopino di Francesco.
Dopo circa un anno il patrimonio si arricchisce di altre 44 opere a seguito del legato testamentario di Maria Teresa Morandi. Nel frattempo, grazie alla generosità di collezionisti pubblici e privati, il museo stipula dei contratti di comodato gratuito e in questo modo il percorso si completa di opere pressoché inedite. Lo staff del museo, sotto la direzione della sua prima Responsabile Marilena Pasquali, organizza numerose mostre in Italia e all'estero (Vienna, Grenoble, Tokyo, Madrid, Monaco di Baviera, Friburgo, Londra, Parigi) e numerose iniziative in sede: mostre (Jean-Michel Folon, 1996; Milla Nigro, 1997; Luciano De Vita, 1997; Zoran Music, 1998; Mino Maccari, 1998; Alberto Giacometti, 1999; Carlos Scliar, 2000; Paul Klee, 2000), concerti, presentazioni di libri, convegni e incontri con vari esponenti dell'arte visiva e non solo.
Nel 1995, il nuovo museo ottiene la menzione di museo europeo dell'anno assegnato dall'E.M.Y.A. (European Museum of the Year Award). Nel 1996, l’Associazione Amici del Museo Morandi acquista 2 acqueforti all’asta Finarte (12 marzo) in cui va all’incanto la Eredità di Giorgio Morandi, il collezionista romano Federico Rollino dona al museo la lastra dell’acquaforte Il Poggio di sera (1928) e 10 fogli incisi tratti dalla suddetta matrice e l’artista Guidone Romagnoli lascia in eredità al Comune di Bologna 1 dipinto e 4 disegni. Nel 1999 è invece il Comune di Bologna che acquista 3 disegni metafisici, provenienti dal fondo archivistico di Mario Broglio, all’asta Finarte del 27 aprile.
Dal 2001 in poi la responsabilità del museo viene assunta prima da Peter Weiermair e a seguire da Claudio Poppi, da Gianfranco Maraniello e da Lorenzo Balbi che avvieranno un nuovo programma di mostre in sede (a Palazzo d'Accursio prima e al MAMbo dal 2013) e non solo. La valorizzazione della collezione si realizza grazie a mostre temporanee tese ad accostare l'attività di Morandi all'opera di artisti che a vario titolo hanno studiato e fatto propria la lezione morandiana (Julius Bissier, 2002; Josef Sudek, 2003; Josef Albers, 2005, Paolo Manaresi, 2008; Bernd e Hilla Becher, 2009; Filippo De Pisis, 2009; Wayne Thiebaud, 2011; Hollan 2011; Tacita Dean, 2013; Rachel Whiteread, 2014; Brigitte Niedermair, 2015; Catherine Wagner, 2018; Bertozzi & Casoni. Elogio dei fiori finti, 2019) ma anche a specifici focus espositivi legati all'attività artistica morandiana (Letture morandiane, 2005; Luigi Ghirri nello studio di Morandi, 2006; Secondo Morandi. Roma, 1939. I premi della Quadriennale, 2006; Rembrandt e Morandi. Mutevoli danze di segni incisi, 2006; Morandi e l'antico, 2015; Attualità di Morandi. Opere donate al museo dal 1999 ad oggi, 2017, e non ultimo il ciclo di appuntamenti MORANDI RACCONTA: Il fascino segreto dei suoi fiori, Tono e composizione nelle sue ultime nature morte, Il segno inciso: tratteggi e chiaroscuri, 2020-2021). Per ciascuna di queste iniziative lo staff del museo cura sia i cataloghi che le pubblicazioni dedicate. A ciò si aggiunge l'attività di collaborazione con mostre dedicate all'artista bolognese organizzate da importanti istituzioni sia in Italia che all'estero che in questi ultimi anni si intensifica.
Dal 2012 ad oggi il museo è promotore di importanti rassegne in Brasile (Porto Alegre, Fundação Iberê Camargo, 2012 – 2013), Corea (Seoul, National Museum of Modern and Contemporary Art-Deoksugung, 2014 – 2015), Giappone (Kobe, Hyogo Prefectural Museum of Art, 2015-2016; Tokyo, Tokyo Station Gallery, 2016; Iwate, Iwate Museum of Art, 2016) ed è coinvolto, come principale prestatore, in alcune importanti esposizioni tenutesi in Russia (Mosca, Museo Puškin, 2017), Svezia (Stoccolma, Artipelag, 2018), Olanda (Heerenveen-Oranjewoud, Museum Belvédère, 2018) e Spagna (Bilbao, Guggenheim Museum, 2019). A settembre 2021 si aprono due importanti mostre a Madrid (e poi a Barcellona) e a San Paolo del Brasile (e poi Rio de Janeiro).
Infine è fondamentale rilevare che in questi ultimi anni, dato per acquisito il numero di 266 opere di Morandi appartenenti al Comune di Bologna comprensivo di due sculture e di due lastre incise, è aumentato considerevolmente anche il numero di opere concesse al museo in comodato gratuito, tanto che nel 2021 se ne contano oltre 40 tra dipinti e opere su carta.
Nel 2009 l'atelier è stato ricollocato nello spazio che occupava originariamente all'interno dell'appartamento della famiglia Morandi in via Fondazza 36. Il progetto di recupero architettonico e di trasformazione dell'intera casa venne affidato allo Studio Iosa Ghini che, valorizzando le diverse funzioni degli ambienti, riuscì ad attuare un'operazione di restituzione simbolica di un "luogo della narrazione e della memoria". Gli arredi, gli oggetti, i libri, le lettere, le fotografie, gli strumenti per l'incisione e le opere d'arte antica che Morandi ebbe sotto gli occhi tutta la vita, sono visibili oggi al pubblico grazie ad un allestimento museografico specifico che consente al visitatore di rivivere l'atmosfera ai tempi di Morandi. Nella casa-museo, visitabile gratuitamente, il museo organizza mostre, incontri e attività culturali legate a Morandi con lo scopo specifico di contribuire a valorizzarne e approfondirne la conoscenza.
Il museo nacque dall'impegno e dalla volontà di molte persone, prime fra tutte le sorelle dell'artista che, in varie occasioni, a partire dal 1975 donarono alla città di Bologna gran parte del corpus delle opere che costituisce oggi il patrimonio del museo. Alla figura di Maria Teresa Morandi si lega strettamente quella di Carlo Zucchini, da lei nominato Garante della donazione a cui venne affidata la responsabilità dello studio di Morandi. L'amministrazione comunale, con a capo i sindaci Renzo Imbeni e Walter Vitali, svolse poi il ruolo di promotore e attuatore del progetto.
Il museo fa parte del Settore Musei Civici Bologna che gestisce tutti i musei civici del Comune di Bologna.

## La nuova sede
Il 18 dicembre 2020, il Comune di Bologna perfeziona con un atto di Giunta l’acquisto della Palazzina Magnani, immobile degli inizi del ‘900 situato in via Azzo Gardino nell’area della Manifattura delle Arti (che ospita anche il MAMbo e la Cineteca, il Dams e il Giardino del Cavaticcio) con l’idea progettuale di istituire un vero e proprio Museo Internazionale dedicato a Giorgio Morandi..